# Elbing, Kansas
Elbing är en ort i Butler County i Kansas. Orten har fått sitt namn efter Elbląg. Vid 2010 års folkräkning hade Elbing 229 invånare.